# Нижнешкафтинский сельсовет
Нижнешкафтинский сельсовет — муниципальное образование со статусом сельского поселения в Никольском районе Пензенской области Российской Федерации.
Административный центр — село Нижний Шкафт.

## История
Статус и границы сельского поселения установлены Законом Пензенской области от 2 ноября 2004 года № 690-ЗПО «О границах муниципальных образований Пензенской области».
22 декабря 2010 года в соответствии с Законом Пензенской области № 1992-ЗПО в состав сельсовета включена территория упраздненного Аришкинского сельсоветов.

## Население
| 2002 | 2010 | 2012 | 2013 | 2014 | 2015 | 2016 |
| ---- | ---- | ---- | ---- | ---- | ---- | ---- |
| 749  | ↘547 | ↗876 | ↘856 | ↘820 | ↘776 | ↘732 |
| 2017 | 2018 | 2021 |      |      |      |      |
| ↘714 | ↘693 | ↘602 |      |      |      |      |

## Состав сельского поселения
| № | Населённый пункт | Тип населённого пункта       | Население |
| - | ---------------- | ---------------------------- | --------- |
| 1 | Аришка           | село                         | ↘279      |
| 2 | Исаевка          | село                         | ↘27       |
| 3 | Мичкас           | село                         | ↘66       |
| 4 | Нижний Шкафт     | село, административный центр | ↘547      |
| 5 | Никитянка        | село                         | ↘1        |